# Bea Miller
Beatrice Annika "Bea" Miller (ur. 7 lutego 1999 w Maplewood, New Jersey) – amerykańska piosenkarka, autorka tekstów i aktorka. Zajęła 9. miejsce w drugim sezonie amerykańskiej wersji The X Factor. W 2013 roku podpisała kontrakt z Hollywood Records i Syco Music. Jej debiutancki minialbum "Young Blood" został wydany w 2014 roku, a premiera jej debiutanckiego albumu "Not an Apology" miała miejsce 24 lipca 2015.

## Kariera

### 2013-2015: Kontrakt muzyczny iNot An Apology
11 kwietnia 2013 oficjalnie ogłoszono, że Bea podpisała kontrakt z Hollywood Records i Syco Music, tym samym tworząc pierwsze porozumienie między tymi wytwórniami. Krótko po zakończeniu drugiego sezonu programu The X Factor, Beatrice zmieniła swój pseudonim artystyczny na proste "Bea Miller".
Jej debiutancki minialbum "Young Blood" wydany został 22 kwietnia 2014, zajął 2. miejsce w rankingu albumów pop na iTunes, znalazł się także na 64. miejscu listy Billboard 200
Bea użyczyła swojego głosu w audiobooku książki Jennifer Donnelly "Deep Blue", do której nagrała piosenkę "Open Your Eyes".
Beatrice występowała na niektórych koncertach trasy Demi Lovato "Demi World Tour". 24 kwietnia 2015 ogłoszono, iż Bea, razem z Debby Ryan i Natalie La Rose, będzie otwierać letnią część trasy Reflection Tour girlsbandu Fifth Harmony, która rozpoczęła się 15 lipca 2015 w Louisville.
Pierwszy studyjny album Miller został wydany 24 lipca 2015 w USA. Jego singlami są "Young Blood", do którego teledysk w ciągu niecałego tygodnia uzyskał ponad 150,000 wyświetleń w serwisie YouTube, oraz "Fire n Gold", na albumie znajduje się także "Rich Kids".  Nad albumem pracowała z takimi producentami jak busbee, Jarrad Rogers czy Mike Del Rio.

### Od 2016
20 kwietnia 2016 roku ogłoszono dołączenie Miller do trasy Revival Tour wokalistki Seleny Gomez. Bea, wraz z zespołem DNCE, otwierać będzie koncerty piosenkarki. 
Pierwszym singlem z przygotowywanego nowego albumu jest "Yes Girl". 13 maja 2016, Bea ogłosiła, że singiel ukaże się 20 maja 2016 roku. Miller wykonała tę piosenkę wiele razy podczas trasy Revival Tour, wraz z nową piosenką "A Song Like You".

## Życie prywatne
Beatrice ma 2 matki – Kim Miller i Hilery Kipnis, ma także 2 adoptowane siostry – Esther i Georgię.

## Dyskografia

### Albumy

#### Albumy studyjne
- 2018: Aurora
- 2015: Not an Apology

#### EP
- 2014: Young Blood

#### Single
- 2014: „Young Blood”
- 2015: „Fire N Gold”
- 2015: „Force of Nature”
- 2016: „Yes Girl”
- 2019: „Feel Something” – złota płyta w Polsce[12]
- 2024: „Out Of Time” (razem z Zeddem)

## Filmografia
| Rok  | Tytuł                             | Rola                                | Informacje  |
| ---- | --------------------------------- | ----------------------------------- | ----------- |
| 2008 | Saturday Night Live               | Dziecko w "The Dakota Fanning Show" |             |
| 2008 | Teddy Grams                       | Grace                               |             |
| 2008 | Wspaniałe zwierzaki               | Cuby/Baby Munchkin                  |             |
| 2009 | Wyznania zakupoholiczki           | Dziewczyna w sklepie z butami       |             |
| 2009 | Mściwe serce (Tell-Tale)          | Angela Bernard                      |             |
| 2009 | Epoka lodowcowa 3: Era dinozaurów | Głos w tle                          |             |
| 2009 | Yes, Virginia                     | Virginia O'Hanlon                   | Główna rola |
| 2009 | Yuppie Federation                 | Kelnerka                            |             |
| 2010 | Hens and Chicks                   | Hanna                               |             |
| 2010 | Toy Story 3                       | Molly                               | Głos        |
| 2011 | Too Big To Fail                   | Prawnuczka Buffetta                 |             |
| 2012 | Lifted                            | Prawnuczka Buffetta                 |             |
| 2012 | Unforgettable: Zapisane w pamięci | Katrina Sadler                      |             |
| 2012 | The X Factor                      | Ona sama                            |             |
| 2013 | Martwy policjant                  | Lanie Callahan                      |             |
| 2013 | Mary and Martha                   | Śpiewaczka na pogrzebie             |             |

## Trasy koncertowe

### Akt otwierający
- Demi Lovato – Demi World Tour (2014)
- Fifth Harmony – Reflection: The Summer Tour (2015)
- Selena Gomez – The Revival World Tour (2016)